# マムー
マムー(Mamou)は、ギニア西部のマムー州の州都。
首都コナクリから北東に200km離れたギニア中部、フータ・ジャロン山地の南部に位置する。
2008年の人口は約7.6万人。
マムーはコナクリとカンカン (ギニア)とを結ぶ鉄道、道路が通っており、ここからフータ・ジャロンを縦貫してラベを通り、セネガルのタンバクンダへ向かう道路を分岐する交通の要衝である。
マムーを通過せずしてギニアを構成する3大地域である海岸地方、フータ・ジャロン山地、上ギニア（ニジェール川源流地方）を交通機関で行き来することはできない。